# Guillon-Terre-Plaine
Guillon-Terre-Plaine é uma comuna francesa na região administrativa da Borgonha-Franco-Condado, no departamento de Yonne. Estende-se por uma área de 48.49 km². Em 2010 a comuna tinha 761 habitantes (densidade: 15,7 hab./km²).
Foi criada em 1 de janeiro de 2019, a partir da fusão das antigas comunas de Guillon (sede da comuna), Cisery, Sceaux, Trévilly e Vignes.